# Pulo Ie (Labuhan Haji Barat)
Pulo Ie is een bestuurslaag in het regentschap Aceh Selatan van de provincie Atjeh, Indonesië. Pulo Ie telt 279 inwoners (volkstelling 2010).